# Golden Globe de la meilleure série télévisée dramatique

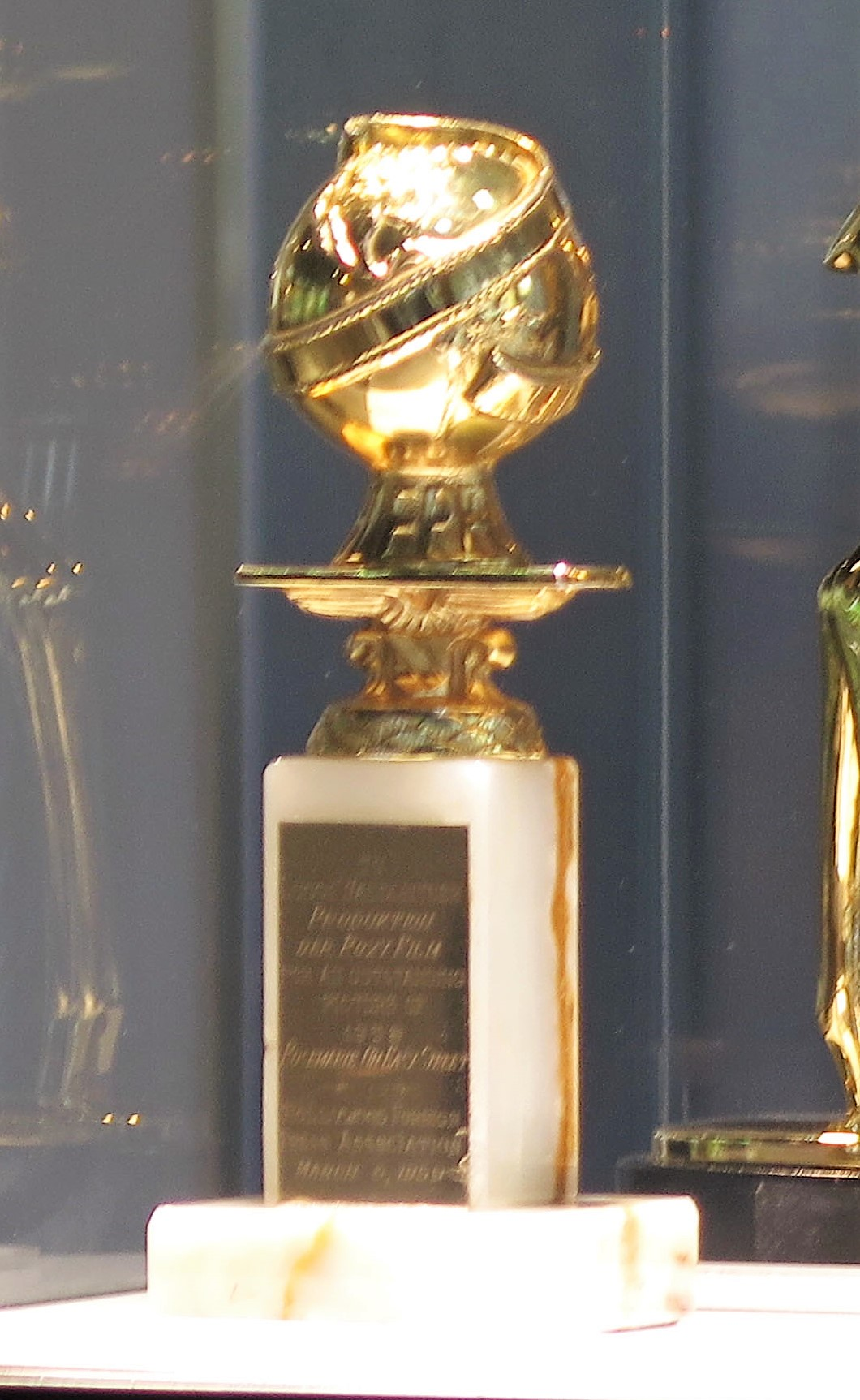
Golden Globe

Le Golden Globe de la meilleure série télévisée dramatique (Golden Globe Award for Best Television Series – Drama) est une récompense télévisuelle décernée depuis 1963 par la Hollywood Foreign Press Association.
Cette récompense est née de la scission du Golden Globe de la meilleure série télévisée (Golden Globe Award for Best Television Series) décerné de 1962 à 1969.

## Palmarès
Note : le symbole « ♕ » rappelle le gagnant de l'année précédente (si nomination).

### Années 1960
- 1963 : Les Accusés (The Defenders)
- 1964 : The Richard Boone Show
  - The Eleventh Hour (en)
  - Les Accusés
  - Bonanza
  - Rawhide
- 1965 à 1969 : Non attribué : voir Golden Globe de la meilleure série télévisée

### Années 1970
Depuis 1970 : scission du Golden Globe de la meilleure série télévisée : Meilleure série télévisée dramatique et Meilleure série télévisée musicale ou comique.
- 1970 : Docteur Marcus Welby (Marcus Welby, M.D.)
  - Bracken's World
  - Room 222
  - La Nouvelle Équipe (The Mod Squad)
  - Mannix
- 1971 : Médecins d'aujourd'hui (Medical Center)
  - La Nouvelle Équipe (The Mod Squad)
  - The Bold Ones: The Senator
  - Docteur Marcus Welby (Marcus Welby, M.D.)
  - The Young Lawyers
- 1972 : Mannix
  - Docteur Marcus Welby (Marcus Welby, MD)
  - Médecins d'aujourd'hui (Medical Center)
  - La Nouvelle Équipe (The Mod Squad)
  - O'Hara, U.S. Treasury
- 1973 : Columbo
  - La Famille des collines (The Waltons)
  - América
  - Mannix
  - Médecins d'aujourd'hui (Medical Center)
- 1974 : La Famille des collines (The Waltons)
  - Columbo
  - Hawkins
  - Mannix
  - Police Story
  - Cannon
- 1975 : Maîtres et Valets (Upstairs/Downstairs)
  - Kojak
  - Columbo
  - Les Rues de San Francisco (The Streets Of San Francisco)
  - Police Story
  - La Famille des collines (The Waltons)
- 1976 : Kojak
  - Baretta
  - Columbo
  - Petrocelli
  - Police Story
- 1977 : Le Riche et le Pauvre (Rich Man, Poor Man)
  - Captains and the Kings
  - Drôles de dames (Charlie's Angels)
  - Family
  - La Petite Maison dans la prairie (Little House on the prairie)
- 1978 : Racines (Roots)
  - Starsky et Hutch (Starsky and Hutch)
  - Maîtres et Valets (Upstairs/Downstairs)
  - Columbo
  - Family
  - Drôles de dames (Charlie's Angels)
- 1979 : 60 Minutes
  - Holocauste (Holocaust)
  - Galactica (Battlestar Galactica)
  - Family
  - Lou Grant

### Années 1980
- 1980 : Lou Grant
  - 200 dollars plus les frais (The Rockford Files)
  - Colorado (Centennial)
  - Dallas
  - Backstairs at the White House
  - Racines 2
- 1981 : Shogun
  - Dallas
  - Pour l'amour du risque (Hart to Hart)
  - Moviola
  - Vegas (Vega$)
  - Lou Grant ♕
- 1982 : Capitaine Furillo (Hill Street Blues)
  - Dallas
  - Dynastie (Dynasty)
  - Pour l'amour du risque (Hart to Hart)
  - Lou Grant
- 1983 : Capitaine Furillo (Hill Street Blues) ♕
  - Dallas
  - Dynastie (Dynasty)
  - Magnum (Magnum, P.I.)
  - Pour l'amour du risque (Hart to Hart)
- 1984 : Dynastie (Dynasty)
  - Dallas
  - Cagney et Lacey (Cagney and Lacey)
  - Pour l'amour du risque (Hart to Hart)
  - Capitaine Furillo (Hill Street Blues) ♕
- 1985 : Arabesque (Murder, She Wrote)
  - Hôpital St Elsewhere (St. Elsewhere)
  - Cagney et Lacey (Cagney and Lacey)
  - Dynastie (Dynasty) ♕
  - Capitaine Furillo (Hill Street Blues)
- 1986 : Arabesque (Murder She Wrote) ♕
  - Deux flics à Miami (Miami Vice)
  - Hôpital St Elsewhere (St. Elsewhere)
  - Cagney et Lacey (Cagney and Lacey)
  - Dynastie (Dynasty)
- 1987 : La Loi de Los Angeles (L.A. Law)
  - Hôpital St Elsewhere (St. Elsewhere)
  - Deux flics à Miami (Miami Vice)
  - Dynastie (Dynasty)
  - Cagney et Lacey (Cagney and Lacey)
  - Arabesque (Murder She Wrote) ♕
- 1988 : La Loi de Los Angeles (L.A. Law) ♕
  - Arabesque (Murder, She Wrote)
  - La Belle et la Bête (Beauty and the Beast)
  - A Year in the Life
  - Génération Pub (Thirtysomething)
  - Hôpital St Elsewhere (St. Elsewhere)
- 1989 : Génération Pub (Thirtysomething)
  - La Belle et la Bête (Beauty and the Beast)
  - Un flic dans la mafia (Wiseguy)
  - La Loi de Los Angeles (L.A. Law) ♕
  - Arabesque (Murder She Wrote)

### Années 1990
- 1990 : China Beach
  - Génération Pub (Thirtysomething) ♕
  - Un flic dans la mafia (Wiseguy)
  - Arabesque (Murder She Wrote)
  - Dans la chaleur de la nuit (In the Heat of the Night)
  - La Loi de Los Angeles (L.A. Law)
- 1991 : Twin Peaks
  - China Beach ♕
  - Dans la chaleur de la nuit (In the Heat of the Night)
  - La Loi de Los Angeles (L.A. Law)
  - Génération Pub (Thirtysomething)
- 1992 : Bienvenue en Alaska (Northern Exposure)
  - Les Ailes du destin (I'll Fly Away)
  - New York, police judiciaire (Law and Order)
  - Beverly Hills 90210
  - La Loi de Los Angeles (L.A. Law)
- 1993 : Bienvenue en Alaska (Northern Exposure) ♕
  - Beverly Hills 90210 (Beverly Hills, 90210)
  - Homefront
  - Les Ailes du destin (I'll Fly Away)
  - Les Sœurs Reed (Sisters)
- 1994 : New York Police Blues (NYPD Blue)
  - Docteur Quinn, femme médecin (Dr. Quinn, Medicine Woman)
  - New York, police judiciaire (Law and Order)
  - Bienvenue en Alaska (Northern Exposure) ♕
  - Un drôle de shérif (Picket Fences)
  - Les Aventures du jeune Indiana Jones (The Young Indiana Jones Chronicles)
- 1995 : X-Files : Aux frontières du réel (The X-Files)
  - La Vie à tout prix (Chicago Hope)
  - Urgences (ER)
  - New York Police Blues (NYPD Blue) ♕
  - Un drôle de shérif (Picket Fences)
- 1996 : La Vie à cinq (Party of Five)
  - La Vie à tout prix (Chicago Hope)
  - Urgences (ER)
  - Murder One
  - New York Police Blues (NYPD Blue)
- 1997 : X-Files : Aux frontières du réel (The X-Files)
  - La Vie à tout prix (Chicago Hope)
  - Urgences (ER)
  - La Vie à cinq (Party of Five) ♕
  - New York Police Blues (NYPD Blue)
- 1998 : X-Files : Aux frontières du réel (The X-Files) ♕
  - La Vie à tout prix (Chicago Hope)
  - Urgences (ER)
  - New York, police judiciaire (Law & Order)
  - New York Police Blues (NYPD Blue)
- 1999 : The Practice : Bobby Donnell et Associés (The Practice)
  - Urgences (ER)
  - Felicity
  - New York, police judiciaire (Law & Order)
  - X-Files : Aux frontières du réel (The X-Files) ♕

### Années 2000
- 2000 : Les Soprano (The Sopranos)
  - Urgences (ER)
  - Deuxième Chance (Once and Again)
  - The Practice : Bobby Donnell et Associés (The Practice) ♕
  - À la Maison-Blanche (The West Wing)
- 2001 : À la Maison-Blanche (The West Wing)
  - Les Experts (C.S.I.)
  - Urgences (ER)
  - The Practice : Bobby Donnell et Associés (The Practice)
  - Les Soprano (The Sopranos) ♕
- 2002 : Six Feet Under
  - 24 heures chrono (24)
  - Alias
  - Les Experts (C.S.I.)
  - Les Soprano (The Sopranos)
  - À la Maison-Blanche (The West Wing) ♕
- 2003 : The Shield
  - 24 heures chrono (24)
  - Six Feet Under (Six Feet Under) ♕
  - Les Soprano (The Sopranos)
  - À la Maison-Blanche  (The West Wing)
- 2004 : 24 heures chrono (24)
  - Les Experts (CSI: Crime Scene Investigation)
  - Nip/Tuck
  - Six Feet Under (Six Feet Under)
  - À la Maison-Blanche (The West Wing)
- 2005 : Nip/Tuck
  - 24 heures chrono ♕
  - Deadwood
  - Lost : Les Disparus (Lost)
  - Les Soprano (The Sopranos)
- 2006 : Lost : Les Disparus (Lost)
  - Commander in Chief
  - Grey's Anatomy
  - Prison Break
  - Rome
- 2007 : Grey's Anatomy
  - 24 heures chrono (24)
  - Big Love
  - Heroes
  - Lost : Les Disparus (Lost) ♕
- 2008 : Mad Men
  - Big Love
  - Damages
  - Grey's Anatomy ♕
  - Dr House (House)
  - Les Tudors (The Tudors)
- 2009 : Mad Men ♕
  - Dexter
  - Dr House (House)
  - En analyse (In Treatment)
  - True Blood

### Années 2010
- 2010 : Mad Men ♕
  - Big Love
  - Dexter
  - Dr House (House)
  - True Blood
- 2011 : Boardwalk Empire
  - Dexter ♙
  - The Good Wife
  - Mad Men ♕
  - The Walking Dead
- 2012 : Homeland
  - American Horror Story
  - Boardwalk Empire ♕
  - Boss
  - Game of Thrones
- 2013 : Homeland ♕
  - Boardwalk Empire ♙
  - Breaking Bad
  - Downton Abbey
  - The Newsroom
- 2014 : Breaking Bad
  - Downton Abbey
  - The Good Wife
  - House of Cards
  - Masters of Sex
- 2015 : The Affair
  - Downton Abbey
  - Game of Thrones
  - The Good Wife
  - House of Cards
- 2016 : Mr. Robot
  - Empire
  - Game of Thrones
  - Narcos
  - Outlander
- 2017 : The Crown
  - Game of Thrones
  - Stranger Things
  - This Is Us
  - Westworld
- 2018 : The Handmaid's Tale : La Servante écarlate (The Handmaid's Tale)
  - The Crown
  - Game of Thrones
  - Stranger Things
  - This Is Us
- 2019 : The Americans
  - Bodyguard
  - Homecoming
  - Killing Eve
  - Pose

### Années 2020
- 2020 : Succession
  - Big Little Lies
  - The Crown
  - Killing Eve
  - The Morning Show
- 2021 : The Crown
  - Lovecraft Country
  - The Mandalorian
  - Ozark
  - Ratched
- 2022 : Succession
  - Lupin
  - The Morning Show
  - Pose
  - Squid Game
- 2023 : House of the Dragon
  - Better Call Saul
  - The Crown
  - Ozark
  - Severance

- 2024 : Succession
  - 1923
  - The Crown
  - La Diplomate (The Diplomat)
  - The Last Of Us
  - The Morning Show

- 2025 : Shōgun
  - La Diplomate (The Diplomat)
  - Mr. & Mrs. Smith
  - Slow Horses
  - Squid Game
  - The Day of the Jackal

## Récompenses et nominations multiples

### Nominations multiples
7 : Urgences
6 : Arabesque, Dynastie, La Loi de Los Angeles
5 : 24 heures chrono, À la Maison-Blanche, Dallas, Les Soprano, New York Police Blues, Game of Thrones
4 : Cagney et Lacey, Capitaine Furillo, Génération Pub, Hôpital St Elsewhere, La Vie à tout prix, Lou Grant, Mad Men, New York, police judiciaire, Pour l'amour du risque, The Crown, X-Files : Aux frontières du réel
3 : Bienvenue en Alaska, Big Love, Boardwalk Empire, Dexter, Dr House, Family, Grey's Anatomy, Les Experts, Lost : Les Disparus, Six Feet Under, The Practice : Bobby Donnell et Associés
2 : Beverly Hills 90210, Breaking Bad, China Beach, Columbo, Dans la chaleur de la nuit, Deux flics à Miami, Drôles de dames, Homeland, La Belle et la Bête, La Vie à cinq, Les Ailes du destin, Maîtres et Valets, Nip/Tuck, True Blood, Un drôle de shérif, Un flic dans la mafia, This Is Us, Stranger Things, The Morning Show

### Récompenses multiples
3 : Mad Men, X-Files : Aux frontières du réel, Succession
2 : Bienvenue en Alaska, La Loi de Los Angeles, Arabesque, Capitaine Furillo, Homeland, The Crown,